# Guerras de unificação da China

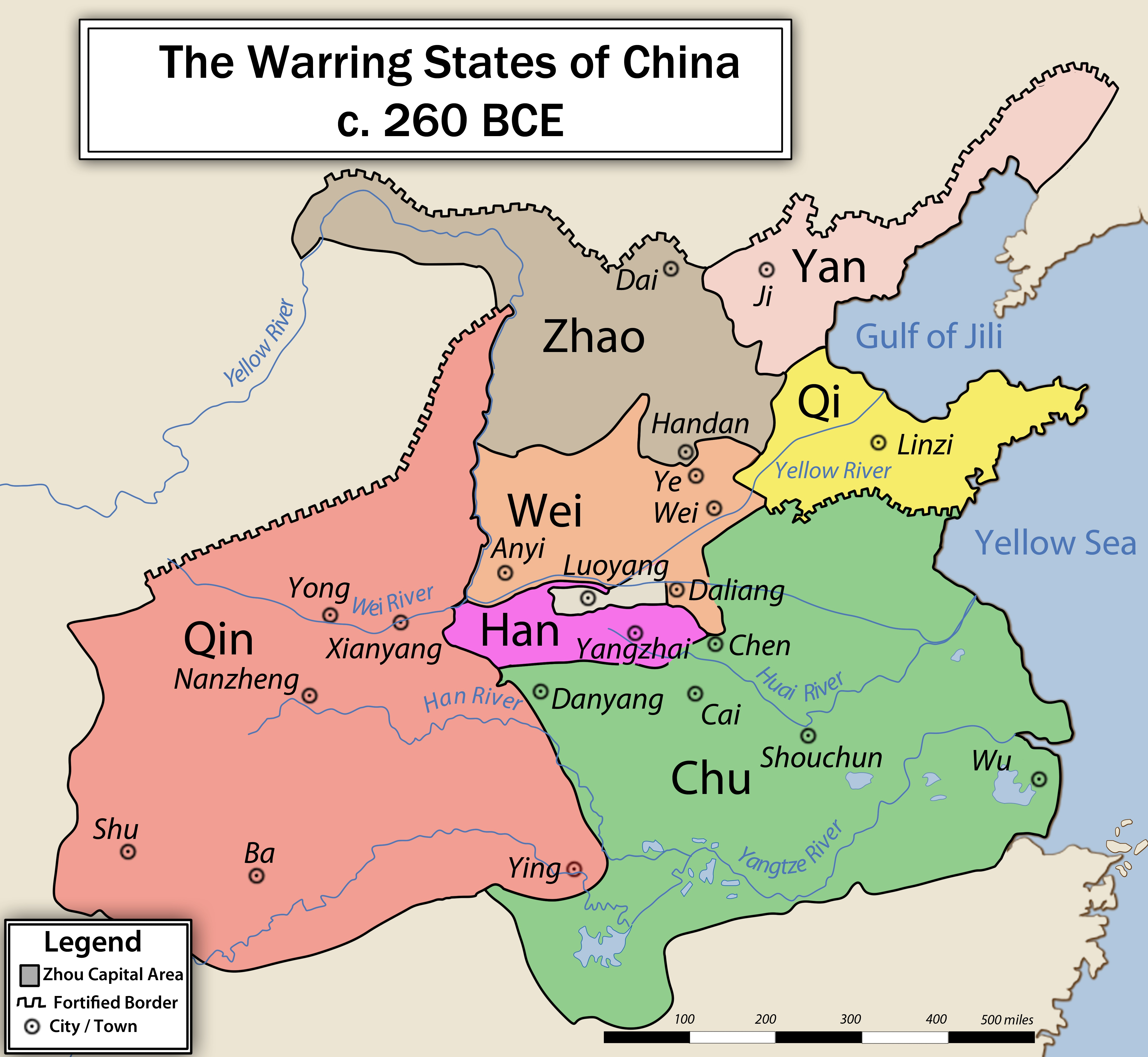

As Guerras de unificação da China foram uma série de campanhas militares ocorridas no final do século III a.C. entre o Estado de Qin e seus rivais: Han, Zhao, Yan, Wei, Chu e Qi. Por volta do ano 221 a.C. o território chinês estava unificado e foi lançada uma campanha de conquista sobre o sul do rio Yangtze. Estas campanhas foram o término do Período dos Reinos Combatentes e o início da dinastia Qin.

## Histórico
A China estava dividia entre os reinos combatentes que lutavam para se manterem vivos, em meados do século V e século IV antes de Cristo. Um reino, o reino de Quin, no ano de 316 a.C., começou uma série de campanhas contra outros reinos guerreiros e, em 221 a.C., seu rei conquistou o único reino remanescente e proclamou a si mesmo como Quin Shi Huangdi, o primeiro imperador da Dinastia Chin. Apesar de o império chinês já ter sido criado com a conquista dos reinos combatentes, Quin continuou sua expansão para o sul. Foram enviadas expedições ao atual Guangdong, na costa sul da China, onde se estabeleceram colônias.
Depois de lutar contra os povos de estepe do norte, o imperador ordenou ao general Meng Tian que construísse uma grande muralha para garantir o controle dos Ordes, no interior da Mongólia, e repelir novas incursões. Foi o primeiro segmento da Grande Muralha da China, posteriormente da Dinastia Ming. Meng Tian também construiu a Estrada de Reta, de 800 km, que ligava a capital Xianyang (depois mudada pela Dinastia Han) à região de Ordes, no norte, a fim de facilitar o deslocamento de tropas. Além dos projetos de defesa, Qin Shi também construiu grandes obras públicas como palácios, pontes e canais, fortalecendo o poder imperial.
O imperador velho ficou obcecado pela procura da imortalidade e morreu em 210 a.C., em expedição ao leste 
da China, em busca da ilha Penglai, onde se acreditava que viviam pessoas imortais. Liu Bang assumiu o título de Huangdi ou Augusto Imperador e adotou Han como nova dinastia. É conhecido como Gaozu, palavra cujo significado era a prova de que um camponês simples, mas com extraordinária virtude, pode se tornar imperador. Mudou a capital para Chang'an. O sexto imperador Han, Wudi, aumentou o território do império para o nordeste e sul.